# Даґмар Сален
Даґмар Сален (швед. Dagmar Salén, 22 травня 1901 — 20 грудня 1980) — шведська яхтсменка.
Бронзова призерка Олімпійських Ігор 1936 року в класі 6 метрів.